# Crenobia teratophila
Crenobia teratophila es una especie de tricládidos planáridos que habita en el agua dulce de las montañas del sur de Italia.
Esta especie se distingue de otras como Crenobia alpina por presentar varias faringes en vez de una. Esta es una característica que comparte con C. montenigrina.